# Тиар де Бисси, Ан-Луи де
Анн-Луи де Тиар де Бисси (фр. Anne-Louis de Thiard, marquis de Bissy; 1715—1748) — французский аристократ и военачальник.

## Биография
Из старинного и знатного рода Тиар. Сын Анна-Клода де Тиар де Бисси и правнук военачальника Клода де Тиара. В 15 лет Ан-Луи поступил в мушкетёры, и в 17 лет стал полковником Анжуйского кавалерийского полка. Со своим полком принимал участие в осаде Филиппсбурга.
В 1736 году Тиар де Бисси был повышен до бригадира королевской армии, и получил должность генерал-комиссара кавалерии, заменив маркиза Клермон-Тоннера, получившего повышение.
В 1741 году Тиар де Бисси был направлен в армию маршала де Мальбуа, чтобы командовать там кавалерией, а в следующем году возглавил союзную баварскую кавалерию.
20 февраля 1743 года он был произведен в чин марешаль де камп, в то время как его отец и дед, также генералы, всё еще находились на службе.
В 1744 году он был назначен губернатором Понтарлье и командующим кавалерией армии Италии.
В возрасте двадцати девяти лет он был награждён орденом Святого Духа за свои действия во время походов в Италию.
Король произвёл Тиара де Бисси в чин местр де камп генерала по кавалерии, причём на этой должности он опять сменил Клермон-Тоннера, ставшего маршалом Франции. Затем он был послан во Фландрскую армию и командовал всей кавалерией.
Карьеру Тиара де Бисси прервала его ранняя смерть.